# Ewige japanische Bestenliste im Marathonlauf der Männer
Diese Liste zeigt eine Übersicht der 100 schnellsten japanischen Läufer über die Marathondistanz. Sie beinhaltet vom Weltverband World Athletics geführte Leistungen und listet auch Zeiten, mit denen sich Läufer mehr als einmal in den Top 100 platziert hätten. 
Nationalrekordhalter ist seit Oktober 2018 Suguru Ōsako mit beim Chicago-Marathon erzielten 2:05:50 h. Er löste damit Yūta Shitara ab, der im Februar desselben Jahres in Tokio 2:06:11 h lief. Beide erhielten für ihre Zeiten jeweils eine Prämie von 100 Millionen Yen, die im Vorfeld der Olympischen Spiele 2020 in Tokio von japanischen Unternehmen für das Unterbieten des vorherigen Nationalrekords von Toshinari Takaoka (2:06:16 h) aus dem Jahr 2002 ausgelobt wurde.

## Liste
- Ges.: Gesamtrang (inklusive mehr als einmal aufgeführter Athleten).
- Ein.: Rang per Einzelathlet.
- Pos.: Platzierung im Endklassement der Veranstaltung.

| Ges. | Ein. | Zeit (h) | Name                    | Datum      | Pos. | Veranstaltung                      |
| ---- | ---- | -------- | ----------------------- | ---------- | ---- | ---------------------------------- |
| 1    | 1    | 2:05:50  | Suguru Ōsako            | 07.10.2018 | 3    | Chicago-Marathon                   |
| 2    | 2    | 2:06:11  | Yūta Shitara            | 25.02.2018 | 2    | Tokio-Marathon                     |
| 3    | 3    | 2:06:16  | Toshinari Takaoka       | 13.10.2002 | 3    | Chicago-Marathon                   |
| 4    | 4    | 2:06:51  | Atsushi Fujita          | 03.12.2000 | 1    | Fukuoka-Marathon                   |
| 5    | 5    | 2:06:54  | Hiroto Inoue            | 25.02.2018 | 5    | Tokio-Marathon                     |
| 6    | 6    | 2:06:57  | Takayuki Inubushi       | 26.09.1999 | 2    | Berlin-Marathon                    |
| 7    | 7    | 2:07:13  | Atsushi Satō            | 02.12.2007 | 3    | Fukuoka-Marathon                   |
| 8    | –    | 2:07:19  | Suguru Ōsako -2-        | 03.12.2017 | 3    | Fukuoka-Marathon                   |
| 9    | 8    | 2:07:27  | Yuma Hattori            | 02.12.2018 | 1    | Fukuoka-Marathon                   |
| 10   | 9    | 2:07:39  | Masato Imai             | 22.02.2015 | 7    | Tokio-Marathon                     |
| 11   | 10   | 2:07:40  | Hiromi Taniguchi        | 16.10.1988 | 2    | Peking-Marathon                    |
| 12   | –    | 2:07:41  | Toshinari Takaoka -2-   | 13.02.2005 | 1    | Tokyo International Men’s Marathon |
| 13   | 11   | 2:07:48  | Arata Fujiwara          | 26.02.2012 | 2    | Tokio-Marathon                     |
| 14   | –    | 2:07:50  | Toshinari Takaoka -3-   | 10.10.2004 | 3    | Chicago-Marathon                   |
| 14   | –    | 2:07:50  | Yūta Shitara -2-        | 07.07.2019 | 1    | Gold-Coast-Marathon                |
| 16   | 12   | 2:07:52  | Shigeru Aburaya         | 04.03.2001 | 3    | Biwa-See-Marathon                  |
| 16   | 12   | 2:07:52  | Tomoaki Kunichika       | 07.12.2003 | 1    | Fukuoka-Marathon                   |
| 18   | 14   | 2:07:55  | Toshinari Suwa          | 07.12.2003 | 2    | Fukuoka-Marathon                   |
| 19   | 15   | 2:07:57  | Taku Fujimoto           | 07.10.2018 | 8    | Chicago-Marathon                   |
| 20   | 16   | 2:07:59  | Yoshiteru Morishita     | 04.03.2001 | 4    | Biwa-See-Marathon                  |
| 20   | –    | 2:07:59  | Toshinari Takaoka -4-   | 07.12.2003 | 3    | Fukuoka-Marathon                   |
| 22   | 17   | 2:08:00  | Kazuhiro Maeda          | 24.02.2013 | 4    | Tokio-Marathon                     |
| 23   | 18   | 2:08:05  | Hiroshi Miki            | 14.02.1999 | 2    | Tokyo International Men’s Marathon |
| 24   | 19   | 2:08:07  | Toshiyuki Hayata        | 07.12.1997 | 2    | Fukuoka-Marathon                   |
| 25   | 20   | 2:08:08  | Ryo Kiname              | 25.02.2018 | 7    | Tokio-Marathon                     |
| 26   | 21   | 2:08:09  | Kohei Matsumura         | 23.02.2014 | 8    | Tokio-Marathon                     |
| 27   | 22   | 2:08:12  | Masakazu Fujiwara       | 02.03.2003 | 3    | Biwa-See-Marathon                  |
| 28   | 23   | 2:08:14  | Yūki Kawauchi           | 17.03.2013 | 4    | Seoul-Marathon                     |
| 29   | 24   | 2:08:15  | Takeyuki Nakayama       | 14.04.1985 | 2    | Weltcup-Marathon Hiroshima         |
| 29   | –    | 2:08:15  | Yūki Kawauchi -2-       | 03.02.2013 | 1    | Beppu-Ōita-Marathon                |
| 31   | –    | 2:08:16  | Takayuki Inubushi -2-   | 13.02.2000 | 4    | Tokyo International Men’s Marathon |
| 31   | 25   | 2:08:16  | Shogo Nakamura          | 16.09.2018 | 4    | Berlin-Marathon                    |
| 33   | –    | 2:08:18  | Takeyuki Nakayama -2-   | 06.12.1987 | 1    | Fukuoka-Marathon                   |
| 33   | 26   | 2:08:18  | Tadayuki Ojima          | 07.03.2004 | 2    | Biwa-See-Marathon                  |
| 35   | –    | 2:08:21  | Takeyuki Nakayama -3-   | 05.10.1986 | 1    | Asienspiele Seoul                  |
| 36   | –    | 2:08:22  | Hiroto Inoue -2-        | 26.02.2017 | 8    | Tokio-Marathon                     |
| 37   | 27   | 2:08:24  | Hiroyuki Horibata       | 02.12.2012 | 2    | Fukuoka-Marathon                   |
| 38   | 28   | 2:08:27  | Toshihiko Seko          | 26.10.1986 | 1    | Chicago-Marathon                   |
| 39   | 29   | 2:08:28  | Kōji Shimizu            | 02.03.2003 | 4    | Biwa-See-Marathon                  |
| 40   | 30   | 2:08:30  | Yuya Yoshida            | 02.02.2020 | 3    | Beppu-Ōita-Marathon                |
| 41   | 31   | 2:08:35  | Ryuji Takei             | 03.03.2002 | 1    | Biwa-See-Marathon                  |
| 41   | 31   | 2:08:35  | Kentarō Nakamoto        | 03.02.2013 | 2    | Beppu-Ōita-Marathon                |
| 43   | –    | 2:08:36  | Atsushi Satō -2-        | 07.03.2004 | 4    | Biwa-See-Marathon                  |
| 43   | 33   | 2:08:36  | Satoshi Ōsaki           | 02.03.2008 | 3    | Biwa-See-Marathon                  |
| 45   | 34   | 2:08:37  | Tsuyoshi Ogata          | 07.12.2003 | 6    | Fukuoka-Marathon                   |
| 45   | –    | 2:08:37  | Yūki Kawauchi -3-       | 27.02.2011 | 3    | Tokio-Marathon                     |
| 47   | –    | 2:08:38  | Toshihiko Seko -2-      | 13.02.1983 | 1    | Tokyo International Men’s Marathon |
| 47   | –    | 2:08:38  | Kazuhiro Maeda -2-      | 26.02.2012 | 6    | Tokio-Marathon                     |
| 49   | –    | 2:08:40  | Arata Fujiwara -2-      | 17.02.2008 | 2    | Tokio-Marathon                     |
| 50   | 35   | 2:08:42  | Kenji Yamamoto          | 10.03.2019 | 7    | Biwa-See-Marathon                  |
| 51   | –    | 2:08:43  | Takeyuki Nakayama -4-   | 09.02.1986 | 4    | Tokyo International Men’s Marathon |
| 51   | 36   | 2:08:43  | Muneyuki Ojima          | 01.03.1998 | 1    | Biwa-See-Marathon                  |
| 53   | 37   | 2:08:44  | Ryo Yamamoto            | 04.03.2012 | 3    | Biwa-See-Marathon                  |
| 54   | 38   | 2:08:45  | Takayuki Nishida        | 04.02.2001 | 1    | Beppu-Ōita-Marathon                |
| 54   | 38   | 2:08:45  | Chihiro Miyawaki        | 25.02.2018 | 8    | Tokio-Marathon                     |
| 56   | –    | 2:08:46  | Muneyuki Ojima -2-      | 18.04.1999 | 5    | Rotterdam-Marathon                 |
| 56   | –    | 2:08:46  | Satoshi Ōsaki -2-       | 08.02.2004 | 2    | Tokyo International Men’s Marathon |
| 58   | 40   | 2:08:47  | Nozomi Saho             | 07.12.1997 | 3    | Fukuoka-Marathon                   |
| 59   | 41   | 2:08:48  | Nobuyuki Satō           | 06.12.1998 | 2    | Fukuoka-Marathon                   |
| 59   | –    | 2:08:48  | Tadayuki Ojima -2-      | 07.12.2003 | 7    | Fukuoka-Marathon                   |
| 59   | –    | 2:08:48  | Kenji Yamamoto -2-      | 25.02.2018 | 9    | Tokio-Marathon                     |
| 62   | 42   | 2:08:49  | Wataru Okutani          | 03.12.2006 | 4    | Fukuoka-Marathon                   |
| 63   | 43   | 2:08:50  | Kenjiro Jitsui          | 12.02.1996 | 4    | Tokyo International Men’s Marathon |
| 63   | –    | 2:08:50  | Atsushi Satō -3-        | 02.03.2003 | 5    | Biwa-See-Marathon                  |
| 65   | –    | 2:08:51  | Masakazu Fujiwara -2-   | 03.03.2013 | 4    | Biwa-See-Marathon                  |
| 65   | 44   | 2:08:51  | Koji Kobayashi          | 23.02.2014 | 9    | Tokio-Marathon                     |
| 67   | –    | 2:08:52  | Toshihiko Seko -3-      | 04.12.1983 | 1    | Fukuoka-Marathon                   |
| 67   | 45   | 2:08:52  | Hideyuki Obinata        | 04.03.2001 | 5    | Biwa-See-Marathon                  |
| 67   | –    | 2:08:52  | Toshinari Suwa -2-      | 03.12.2006 | 5    | Fukuoka-Marathon                   |
| 70   | 46   | 2:08:53  | Kōichi Morishita        | 03.02.1991 | 1    | Beppu-Ōita-Marathon                |
| 70   | –    | 2:08:53  | Kentarō Nakamoto -2-    | 04.03.2012 | 4    | Biwa-See-Marathon                  |
| 70   | 46   | 2:08:53  | Tsukasa Koyama          | 02.02.2020 | 4    | Beppu-Ōita-Marathon                |
| 73   | 48   | 2:08:54  | Yuzo Onishi             | 02.03.2008 | 4    | Biwa-See-Marathon                  |
| 74   | 49   | 2:08:55  | Takeshi Sō              | 13.02.1983 | 2    | Tokyo International Men’s Marathon |
| 75   | 50   | 2:08:56  | Kazutoshi Takatsuka     | 07.03.2004 | 5    | Biwa-See-Marathon                  |
| 75   | 50   | 2:08:56  | Satoru Sasaki           | 06.12.2015 | 3    | Fukuoka-Marathon                   |
| 75   | 50   | 2:08:56  | Kenta Murayama          | 29.09.2019 | 9    | Berlin-Marathon                    |
| 78   | 53   | 2:08:58  | Yūki Satō               | 25.02.2018 | 10   | Tokio-Marathon                     |
| 79   | 54   | 2:08:59  | Takuya Noguchi          | 02.07.2017 | 1    | Gold-Coast-Marathon                |
| 80   | –    | 2:09:00  | Kōji Shimizu -2-        | 14.02.1999 | 3    | Tokyo International Men’s Marathon |
| 81   | –    | 2:09:01  | Yūki Kawauchi -4-       | 03.07.2016 | 2    | Gold-Coast-Marathon                |
| 82   | 55   | 2:09:03  | Yoshinori Oda           | 17.02.2011 | 4    | Tokio-Marathon                     |
| 82   | –    | 2:09:03  | Yūta Shitara -3-        | 24.09.2017 | 6    | Berlin-Marathon                    |
| 84   | 56   | 2:09:04  | Shinji Kawashima        | 05.03.2000 | 2    | Biwa-See-Marathon                  |
| 85   | –    | 2:09:05  | Yūki Kawauchi -5-       | 01.12.2013 | 3    | Fukuoka-Marathon                   |
| 86   | 57   | 2:09:06  | Shigeru Sō              | 05.02.1978 | 1    | Beppu-Ōita-Marathon                |
| 86   | –    | 2:09:06  | Ryo Yamamoto -2-        | 03.03.2013 | 5    | Biwa-See-Marathon                  |
| 86   | –    | 2:09:06  | Masakazu Fujiwara -3-   | 07.12.2014 | 4    | Fukuoka-Marathon                   |
| 86   | 57   | 2:09:06  | Takuya Fukatsu          | 02.02.2020 | 6    | Beppu-Ōita-Marathon                |
| 90   | 59   | 2:09:07  | Hirokatsu Kurosaki      | 23.02.2014 | 11   | Tokio-Marathon                     |
| 90   | 59   | 2:09:07  | Kento Kikutani          | 02.02.2020 | 7    | Beppu-Ōita-Marathon                |
| 92   | –    | 2:09:09  | Muneyuki Ojima -3-      | 05.12.1999 | 4    | Fukuoka-Marathon                   |
| 93   | –    | 2:09:10  | Tadayuki Ojima -3-      | 06.12.1998 | 3    | Fukuoka-Marathon                   |
| 93   | –    | 2:09:10  | Toshinari Suwa -3-      | 03.03.2002 | 4    | Biwa-See-Marathon                  |
| 93   | –    | 2:09:10  | Tsuyoshi Ogata -2-      | 05.12.2004 | 1    | Fukuoka-Marathon                   |
| 93   | 61   | 2:09:10  | Michitaka Hosokawa      | 06.03.2005 | 3    | Biwa-See-Marathon                  |
| 93   | 61   | 2:09:10  | Suehiro Ishikawa        | 03.03.2013 | 6    | Biwa-See-Marathon                  |
| 93   | 61   | 2:09:10  | Masanori Sakai          | 23.02.2014 | 12   | Tokio-Marathon                     |
| 99   | –    | 2:09:11  | Shigeru Sō -2-          | 04.12.1983 | 3    | Fukuoka-Marathon                   |
| 99   | 64   | 2:09:11  | Masaki Oya              | 20.04.1997 | 8    | Rotterdam-Marathon                 |
| 99   | 64   | 2:09:11  | Akira Shimizu           | 01.02.1998 | 1    | Beppu-Ōita-Marathon                |
| 99   | –    | 2:09:11  | Yūki Kawauchi -6-       | 04.12.2016 | 3    | Fukuoka-Marathon                   |
| 103  | –    | 2:09:12  | Takeyuki Nakayama -5-   | 03.02.1991 | 2    | Beppu-Ōita-Marathon                |
| 103  | 66   | 2:09:12  | Tomoyuki Morita         | 04.03.2012 | 5    | Biwa-See-Marathon                  |
| 103  | 66   | 2:09:12  | Hiroaki Sano            | 22.02.2015 | 9    | Tokio-Marathon                     |
| 103  | 66   | 2:09:12  | Hiroyuki Yamamoto       | 26.02.2017 | 10   | Tokio-Marathon                     |
| 107  | –    | 2:09:13  | Wataru Okutani -2-      | 06.03.2005 | 4    | Biwa-See-Marathon                  |
| 108  | 69   | 2:09:14  | Takayuki Matsumiya      | 24.02.2013 | 9    | Tokio-Marathon                     |
| 109  | –    | 2:09:15  | Tsuyoshi Ogata -3-      | 01.12.2002 | 2    | Fukuoka-Marathon                   |
| 109  | –    | 2:09:15  | Yūki Kawauchi -7-       | 15.12.2013 | 2    | Hofu-Marathon                      |
| 109  | 70   | 2:09:15  | Kohei Futaoka           | 03.02.2019 | 4    | Beppu-Ōita-Marathon                |
| 112  | –    | 2:09:16  | Toshinari Suwa -4-      | 17.02.2008 | 4    | Tokio-Marathon                     |
| 112  | –    | 2:09:16  | Atsushi Satō -4-        | 26.04.2009 | 8    | London-Marathon                    |
| 112  | 71   | 2:09:16  | Takashi Horiguchi       | 04.03.2012 | 6    | Biwa-See-Marathon                  |
| 112  | 71   | 2:09:16  | Hisanori Kitajima       | 06.03.2016 | 2    | Biwa-See-Marathon                  |
| 116  | –    | 2:09:17  | Takeshi Sō -2-          | 04.12.1983 | 4    | Fukuoka-Marathon                   |
| 117  | 73   | 2:09:18  | Takeshi Hamano          | 03.03.2002 | 5    | Biwa-See-Marathon                  |
| 117  | 73   | 2:09:18  | Yuko Matsumiya          | 06.03.2005 | 5    | Biwa-See-Marathon                  |
| 117  | –    | 2:09:18  | Yūki Kawauchi -8-       | 02.07.2017 | 3    | Gold-Coast-Marathon                |
| 117  | –    | 2:09:18  | Yūki Satō -2-           | 16.09.2018 | 6    | Berlin-Marathon                    |
| 121  | 75   | 2:09:19  | Haruki Minatoya         | 02.02.2020 | 8    | Beppu-Ōita-Marathon                |
| 122  | 76   | 2:09:21  | Koji Gokaya             | 22.02.2015 | 11   | Tokio-Marathon                     |
| 122  | –    | 2:09:21  | Yūki Kawauchi -9-       | 10.03.2019 | 8    | Biwa-See-Marathon                  |
| 124  | 77   | 2:09:23  | Toru Mimura             | 03.02.1991 | 3    | Beppu-Ōita-Marathon                |
| 124  | 77   | 2:09:23  | Akira Manai             | 02.03.1997 | 4    | Biwa-See-Marathon                  |
| 124  | –    | 2:09:23  | Nozomi Saho -2-         | 19.04.1998 | 5    | Rotterdam-Marathon                 |
| 124  | –    | 2:09:23  | Ryuji Takei -2-         | 05.03.2000 | 3    | Biwa-See-Marathon                  |
| 124  | 77   | 2:09:23  | Tomoya Shimizu          | 02.03.2008 | 5    | Biwa-See-Marathon                  |
| 124  | 77   | 2:09:23  | Satoshi Irifune         | 07.12.2008 | 2    | Fukuoka-Marathon                   |
| 130  | –    | 2:09:25  | Yuko Matsumiya -2-      | 07.03.2004 | 6    | Biwa-See-Marathon                  |
| 130  | –    | 2:09:25  | Hiroyuki Horibata -2-   | 06.03.2011 | 3    | Biwa-See-Marathon                  |
| 130  | –    | 2:09:25  | Suehiro Ishikawa -2-    | 06.03.2016 | 4    | Biwa-See-Marathon                  |
| 133  | 81   | 2:09:26  | Noriaki Igarashi        | 03.12.2000 | 4    | Fukuoka-Marathon                   |
| 133  | –    | 2:09:26  | Shigeru Aburaya -2-     | 30.08.2003 | 5    | Leichtathletik-WM Paris            |
| 135  | –    | 2:09:27  | Yūta Shitara -4-        | 26.02.2017 | 11   | Tokio-Marathon                     |
| 135  | 82   | 2:09:27  | Daisuke Uekado          | 03.12.2017 | 6    | Fukuoka-Marathon                   |
| 137  | –    | 2:09:28  | Kōji Shimizu -3-        | 02.12.2001 | 2    | Fukuoka-Marathon                   |
| 137  | 83   | 2:09:28  | Yokinobu Nakazaki       | 08.02.2004 | 4    | Tokyo International Men’s Marathon |
| 137  | –    | 2:09:28  | Takayuki Matsumiya -2-  | 26.02.2012 | 7    | Tokio-Marathon                     |
| 140  | –    | 2:09:29  | Takeshi Hamano -2-      | 02.03.2003 | 6    | Biwa-See-Marathon                  |
| 140  | –    | 2:09:29  | Suehiro Ishikawa -3-    | 23.02.2014 | 13   | Tokio-Marathon                     |
| 140  | 84   | 2:09:29  | Ryo Hashimoto           | 03.02.2019 | 5    | Beppu-Ōita-Marathon                |
| 143  | –    | 2:09:30  | Hiroshi Miki -2-        | 13.02.2000 | 6    | Tokyo International Men’s Marathon |
| 143  | –    | 2:09:30  | Shigeru Aburaya -3-     | 09.02.2003 | 2    | Tokyo International Men’s Marathon |
| 143  | –    | 2:09:30  | Masato Imai -2-         | 02.02.2014 | 2    | Beppu-Ōita-Marathon                |
| 143  | 85   | 2:09:30  | Yuji Iwata              | 03.02.2019 | 6    | Beppu-Ōita-Marathon                |
| 147  | –    | 2:09:31  | Toshinari Takaoka -5-   | 12.02.2006 | 2    | Tokyo International Men’s Marathon |
| 147  | –    | 2:09:31  | Kentarō Nakamoto -3-    | 06.03.2011 | 4    | Biwa-See-Marathon                  |
| 147  | –    | 2:09:31  | Arata Fujiwara -3-      | 02.12.2012 | 4    | Fukuoka-Marathon                   |
| 147  | –    | 2:09:31  | Takuya Fukatsu -2-      | 06.03.2016 | 5    | Biwa-See-Marathon                  |
| 151  | 86   | 2:09:32  | Shin’ichi Watanabe      | 26.09.2004 | 6    | Berlin-Marathon                    |
| 151  |      | 2:09:32  | Kentarō Nakamoto -4-    | 05.02.2017 | 1    | Beppu-Ōita-Marathon                |
| 153  | –    | 2:09:33  | Masaki Oya -2-          | 03.12.1995 | 3    | Fukuoka-Marathon                   |
| 154  | –    | 2:09:34  | Hiromi Taniguchi -2-    | 19.03.1989 | 1    | Tokyo International Men’s Marathon |
| 154  | –    | 2:09:34  | Arata Fujiwara -4-      | 30.05.2010 | 1    | Ottawa-Marathon                    |
| 154  | 87   | 2:09:34  | Hayato Sonoda           | 04.02.2018 | 2    | Beppu-Ōita-Marathon                |
| 157  | 88   | 2:09:35  | Kunimitsu Itō           | 04.12.1983 | 6    | Fukuoka-Marathon                   |
| 157  | –    | 2:09:35  | Noriaki Igarashi -2-    | 07.10.2001 | 5    | Chicago-Marathon                   |
| 159  | –    | 2:09:36  | Yoshiteru Morishita -2- | 05.12.1999 | 5    | Fukuoka-Marathon                   |
| 159  | –    | 2:09:36  | Yūki Kawauchi -10-      | 04.05.2014 | 9    | Hamburg-Marathon                   |
| 159  | 89   | 2:09:36  | Kohei Ogino             | 25.02.2018 | 12   | Tokio-Marathon                     |
| 159  | –    | 2:09:36  | Taku Fujimoto -2-       | 01.12.2019 | 2    | Fukuoka-Marathon                   |
| 163  | –    | 2:09:37  | Kunimitsu Itō -2-       | 06.12.1981 | 2    | Fukuoka-Marathon                   |
| 164  | –    | 2:09:38  | Noriaki Igarashi -3-    | 06.12.1998 | 4    | Fukuoka-Marathon                   |
| 164  | –    | 2:09:38  | Satoshi Ōsaki -3-       | 15.12.2002 | 2    | Hofu-Marathon                      |
| 166  | 90   | 2:09:39  | Fumihiro Maruyama       | 06.03.2016 | 6    | Biwa-See-Marathon                  |
| 167  | 91   | 2:09:40  | Tomonori Watanabe       | 19.12.1999 | 1    | Hofu-Marathon                      |
| 167  | –    | 2:09:40  | Yuko Matsumiya -3-      | 02.12.2007 | 4    | Fukuoka-Marathon                   |
| 167  | –    | 2:09:40  | Satoshi Irifune -2-     | 17.02.2008 | 5    | Tokio-Marathon                     |
| 170  | –    | 2:09:41  | Toshinari Takaoka -6-   | 02.12.2001 | 3    | Fukuoka-Marathon                   |
| 171  | 92   | 2:09:43  | Tomoyuki Sato           | 08.02.2004 | 5    | Tokyo International Men’s Marathon |
| 171  | 92   | 2:09:43  | Tadashi Isshiki         | 25.02.2018 | 13   | Tokio-Marathon                     |
| 173  | –    | 2:09:45  | Toshihiko Seko -4-      | 07.12.1980 | 1    | Fukuoka-Marathon                   |
| 174  | –    | 2:09:46  | Yūki Kawauchi -11-      | 21.12.2014 | 1    | Hofu-Marathon                      |
| 174  | –    | 2:09:46  | Yuma Hattori -2-        | 26.02.2017 | 13   | Tokio-Marathon                     |
| 176  | –    | 2:09:47  | Arata Fujiwara -5-      | 07.12.2008 | 3    | Fukuoka-Marathon                   |
| 176  | –    | 2:09:47  | Satoru Sasaki -2-       | 02.03.2014 | 2    | Biwa-See-Marathon                  |
| 176  | 94   | 2:09:47  | Akinobu Murasawa        | 25.02.2018 | 14   | Tokio-Marathon                     |
| 179  | –    | 2:09:48  | Atsushi Fujita -2-      | 04.12.2005 | 3    | Fukuoka-Marathon                   |
| 180  | –    | 2:09:49  | Takeshi Sō -3-          | 07.12.1980 | 2    | Fukuoka-Marathon                   |
| 180  | 95   | 2:09:49  | Kazuhiro Matsuda        | 28.09.2003 | 6    | Berlin-Marathon                    |
| 182  | –    | 2:09:50  | Hiromi Taniguchi -3-    | 10.05.1987 | 1    | London-Marathon                    |
| 182  | –    | 2:09:50  | Muneyuki Ojima -4-      | 06.12.1998 | 5    | Fukuoka-Marathon                   |
| 182  | –    | 2:09:50  | Atsushi Satō -5-        | 05.03.2000 | 4    | Biwa-See-Marathon                  |
| 182  | –    | 2:09:50  | Kenta Murayama -2-      | 01.07.2018 | 2    | Gold-Coast-Marathon                |
| 186  | 96   | 2:09:51  | Hisatoshi Shintaku      | 01.12.1985 | 1    | Fukuoka-Marathon                   |
| 187  | 97   | 2:09:52  | Kurao Umeki             | 28.09.2003 | 7    | Berlin-Marathon                    |
| 187  | 97   | 2:09:52  | Jo Fukuda               | 01.07.2018 | 3    | Gold-Coast-Marathon                |
| 189  | –    | 2:09:55  | Shin’ichi Watanabe -2-  | 07.03.2004 | 7    | Biwa-See-Marathon                  |
| 189  | 99   | 2:09:55  | Masashi Hayashi         | 04.03.2012 | 7    | Biwa-See-Marathon                  |
| 189  | –    | 2:09:55  | Koji Kobayashi -2-      | 02.02.2020 | 10   | Beppu-Ōita-Marathon                |
| 192  | –    | 2:09:57  | Kōji Shimizu -4-        | 01.03.1998 | 3    | Biwa-See-Marathon                  |
| 192  | –    | 2:09:57  | Yūki Kawauchi -12-      | 04.12.2011 | 3    | Fukuoka-Marathon                   |
| 194  | 100  | 2:09:58  | Michitane Noda          | 07.12.2003 | 9    | Fukuoka-Marathon                   |
| 194  | –    | 2:09:58  | Satoshi Irifune -3-     | 06.02.2005 | 1    | Beppu-Ōita-Marathon                |

Zeiten auf nicht rekordkonformer Strecke
Nach den Rekordanerkennungsregeln von World Athletics darf ein Marathon ein maximales Gefälle von 42 Metern aufweisen, außerdem dürfen Start und Ziel nicht weiter als 21,1 km auseinanderliegen.
| Zeit (h) | Name           | Datum      | Pos. | Veranstaltung   |
| -------- | -------------- | ---------- | ---- | --------------- |
| 2:09:26  | Toshihiko Seko | 20.04.1981 | 1    | Boston-Marathon |

Stand: 2. Februar 2020